# Бульвар Кутузова
Бульвар Кутузова — единственная выборгская улица, имеющая статус бульвара. Идёт, как продолжение Каменного переулка, от Садовой улицы до Ленинградского шоссе, за которым имеет продолжением улицу Александра Невского. К бульвару примыкают Школьная площадь, Садовый сквер и сквер Молодёжи.

## История

На плане 1861 года хорошо видна цепь бульваров

Территория, на которой расположен бульвар, до 1860-х годов находилась за пределами города. В значительной части она относилась к Петербургскому форштадту — предместью Выборга с нерегулярной деревянной застройкой. В 1861 году выборгским губернским землемером Б. О. Нюмальмом был разработан городской план, предусматривавший снос устаревших укреплений Рогатой крепости и формирование сети новых прямых улиц, разделивших территорию бывшего форштадта на участки правильной формы. Согласно плану старые и новые городские кварталы опоясывала цепь бульваров, включавшая современные парк имени Ленина, площадь Выборгских Полков, Садовую улицу, бульвар Кутузова и Первомайскую улицу. Но передел границ владельческих участков со сносом старых деревянных домиков Петербургского форштадта заняли много лет: застройка будущего бульвара стала формироваться с конца XIX века, а зелёные насаждения — в начале XX века. Новая улица Куллерво (фин. Kullervonkatu, швед. Kullervogatan — Куллервоская), по обеим сторонам засаженная липами, получила название в честь трагического персонажа карело-финского эпоса «Калевала».
По завершении советско-финских войн (1939—1944) одна из красивейших улиц города, летом напоминающая длинный зелёный тоннель из смыкающих кроны вековых лип, была переименована в бульвар и названа в честь М. И. Кутузова, который в различные периоды 1795—1802 годов прожил в Выборге более четырёх лет, занимая должности генерал-губернатора и командующего войсками в русской Финляндии.
Застройка бульвара, в основном сформировавшаяся на протяжении XX века, представляет собой главным образом многоквартирные жилые дома, относящиеся к различным в стилям и направлениям, в том числе неоготике, модерну, функционализму и советской архитектуре. Но сохранилось и несколько небольших домиков, таких, как флигель дома Поркки. Значительная часть архитектурного ансамбля Школьной площади, выходящей одной стороной к бульвару, играет важную роль в его застройке (в частности, Выборгское пожарное депо, здание Репольской народной школы, здание финского совместного училища). Многие здания, расположенные на бульваре, внесены в реестр объектов культурного наследия в качестве архитектурных памятников. В начале XXI века в качестве эффектного элемента застройки бульвара на углу с Садовой улицей был спроектирован монументальный жилой комплекс «Серебряный каскад», однако он превратился в долгострой.
С 2008 года, после разделения всей территории Выборга на микрорайоны, бульвар Кутузова относится к Центральному микрорайону города.

## Галерея

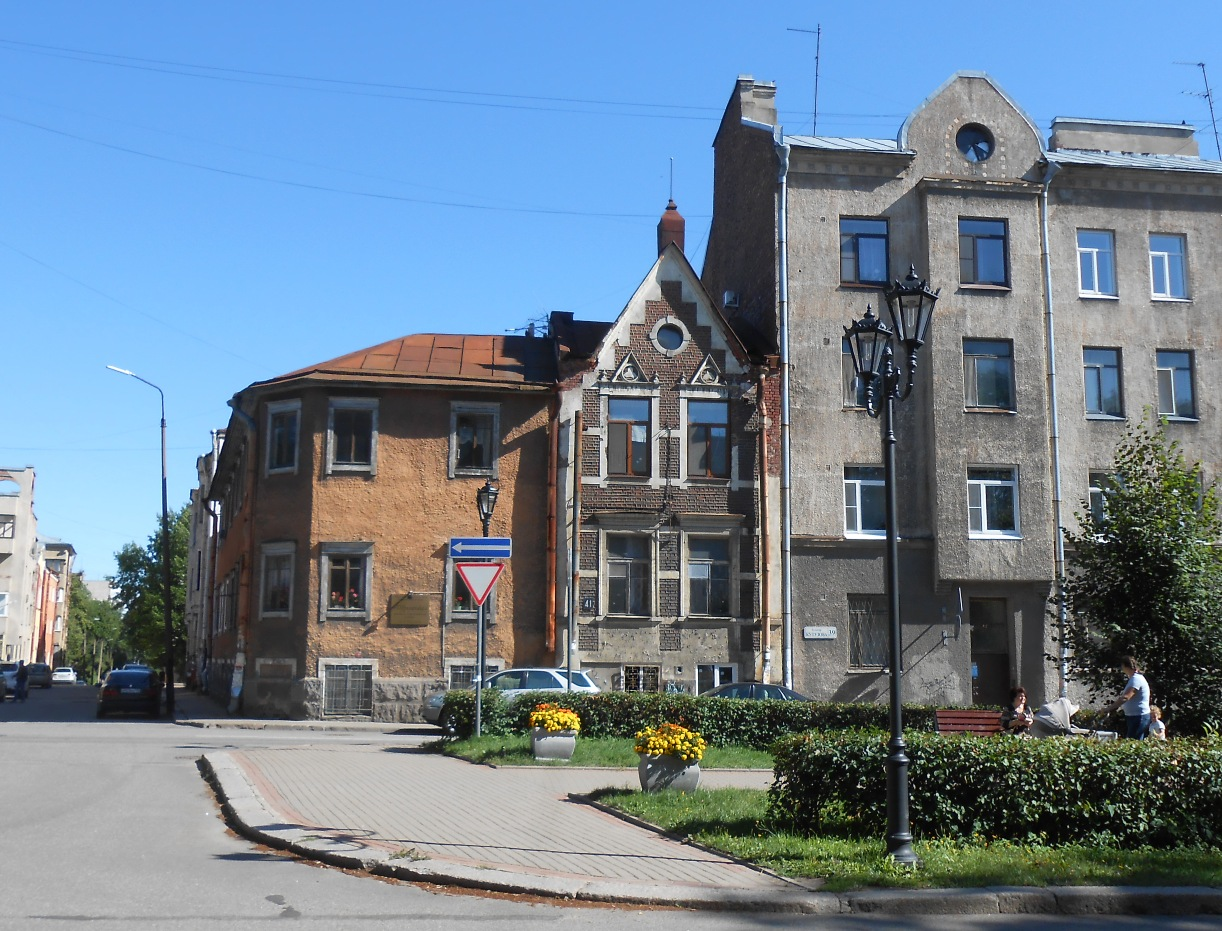
Дом Поркки и жилой дом компании «Куллерво»
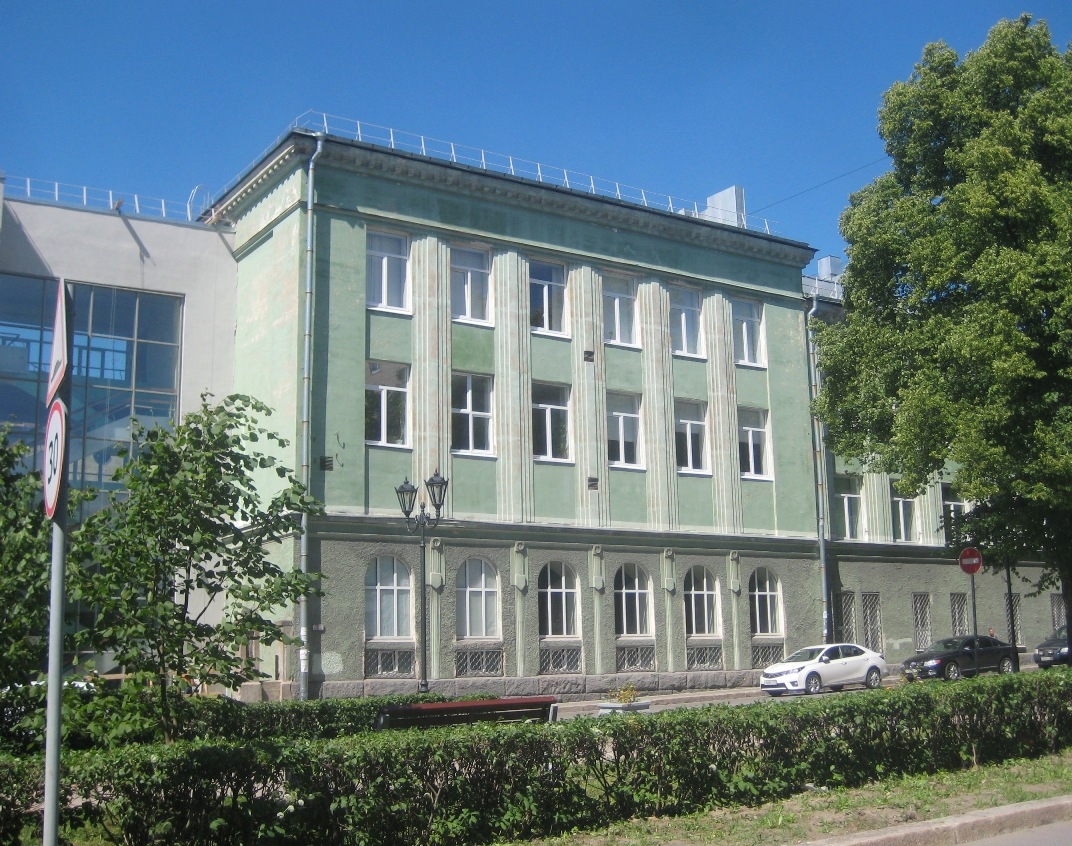
Здание финского совместного училища
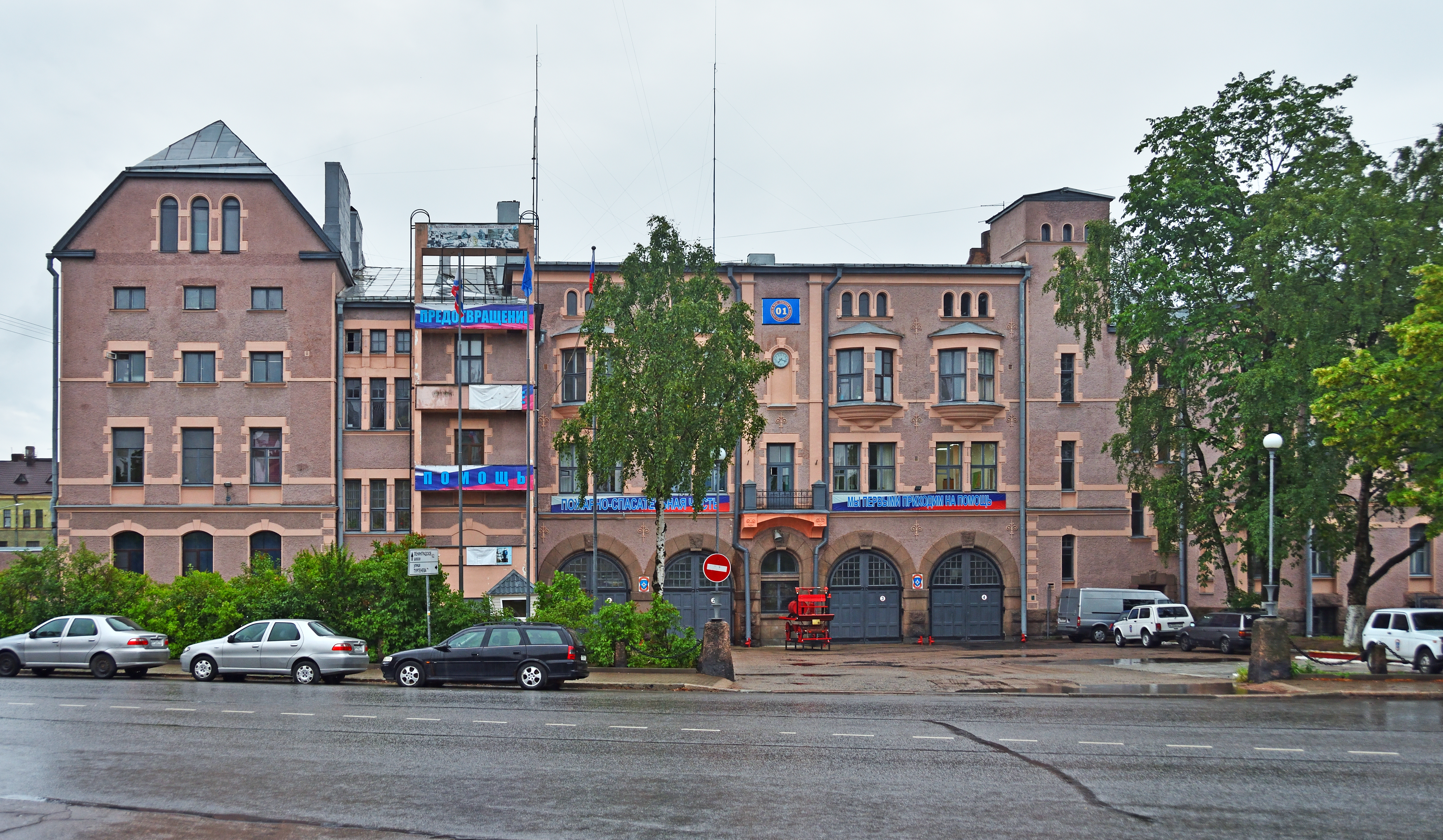
Выборгское пожарное депо
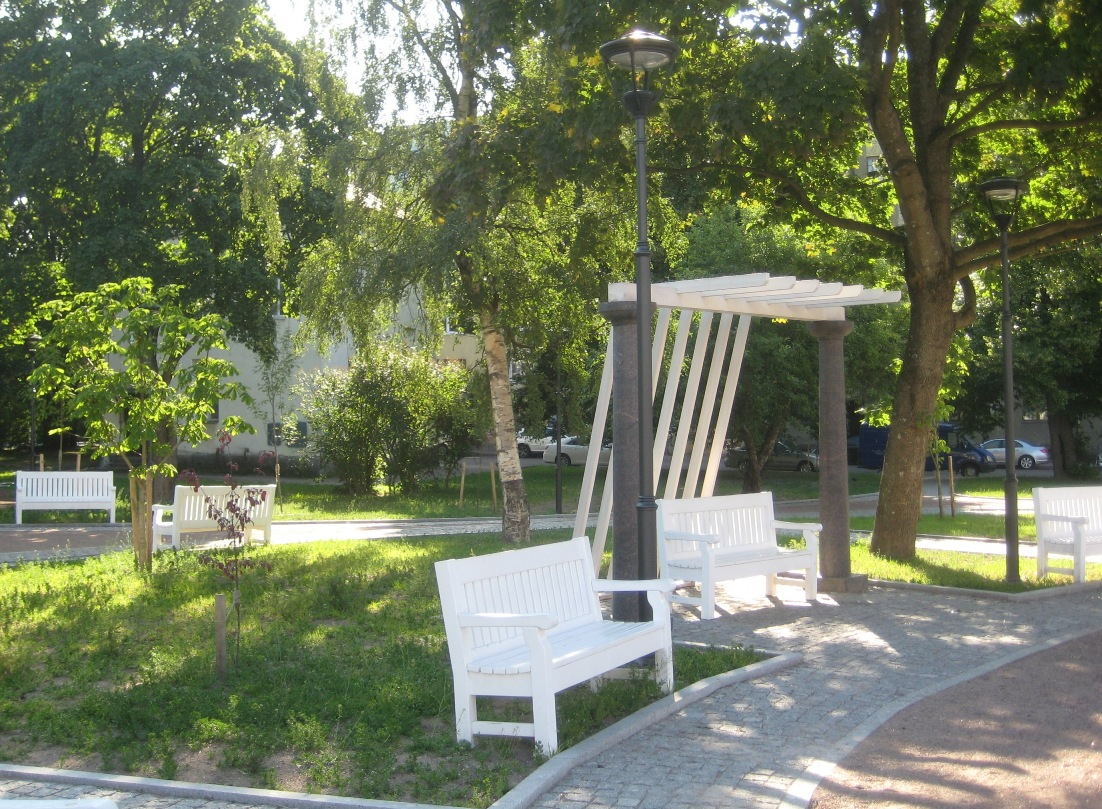
В сквере Молодёжи
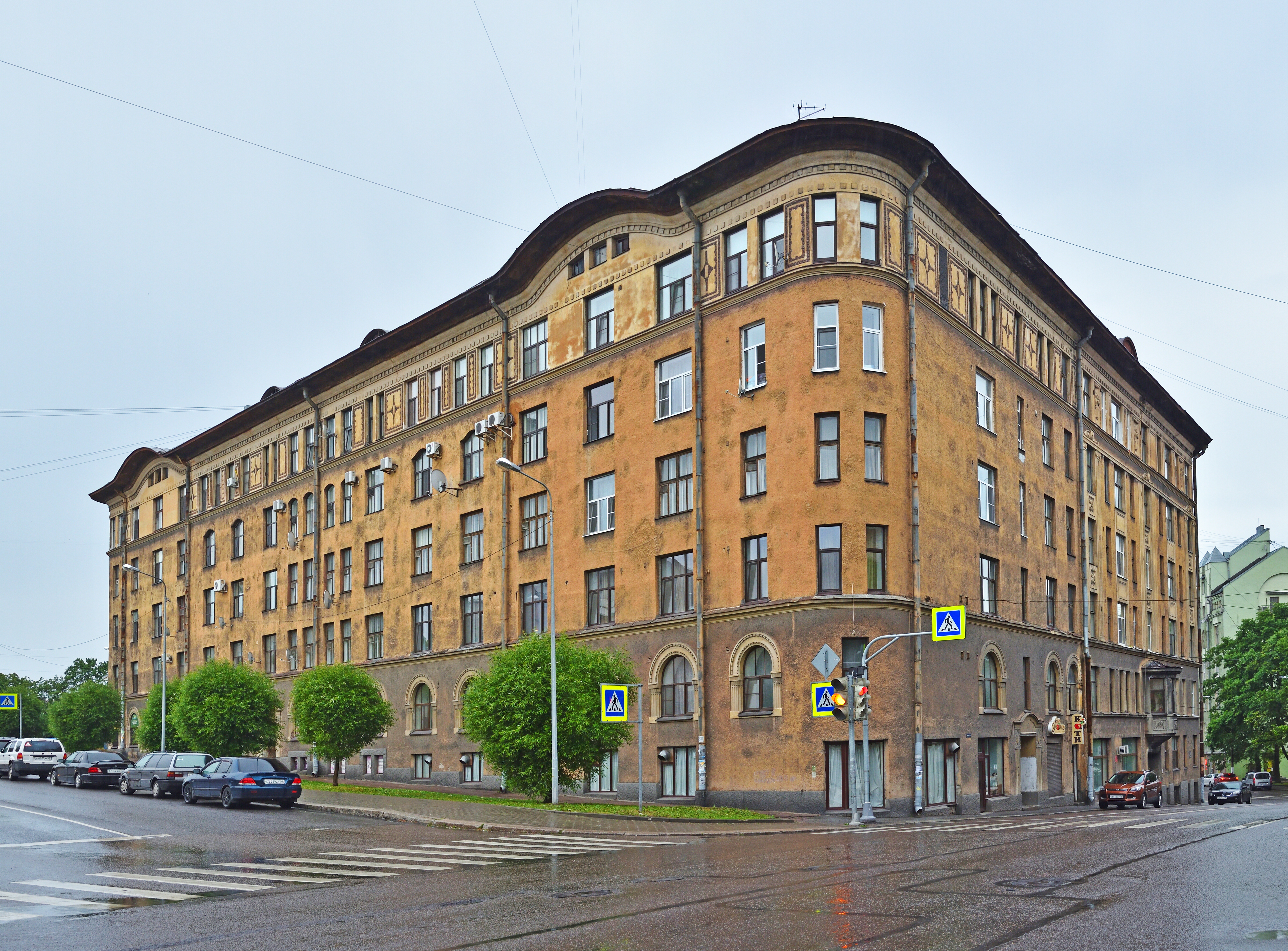
Дом Массинена